# Cazinoul din Constanța
Cazinoul din Constanța este o clădire istorică din Constanța. Este unul dintre simbolurile reprezentative ale orașului, fiind ridicat între anii 1904-1910 la inițiativa Regelui Carol I și inaugurat la data de 15 august 1910.

## Istoric
Cazinoul se află în centrul istoric al orașului, pe faleza din peninsulă, în vecinătatea bulevardului Regina Elisabeta. Este una dintre clădirile emblemă ale Constanței. În zona în care se află astăzi mai fusese, între 1880-1902, o construcție de lemn, o „cazină” cum se numea atunci – loc pentru spectacole de teatru, baluri, loc de recreere pentru turiști. Dar, în iarna anului 1901, o furtună distruge o parte din acoperiș și un perete al fațadei, reliefând instabilitatea construcției. Expertizele propun, și consiliul comunal aprobă, la 29 ianuarie 1902, demolarea construcției. În locul acesteia s-a amplasat, tot pe Bulevardul Regina Elisabeta, pe actualul loc al Acvariului, un alt Casin, o clădire provizorie, din lemn, cu două terase suprapuse pentru a avea o priveliște totală asupra falezei, mării și portului. Unul dintre antreprenorii Cazinoului a fost căpitanul Constantin Creangă, fiul scriitorului Ion Creangă. A fost demolată în 1910 pentru a face loc actualului Cazino.

### Proiectul lui Petre Antonescu
În aprilie 1902, primarul Alexandru Belcic decide, printr-un proces verbal, organizarea șantierului în regim propriu pentru demolarea „cazinei” și construirea unui edificiu cu funcții asemănătoare marilor cazinouri europene, care a început în anul 1904. Inițial, planurile sunt întocmite de către arhitectul Petre Antonescu, care proiectează o clădire al cărei stil arhitectonic se inspira din tradițiile artei românești. 

### Proiectul lui Daniel Renard (Art Nouveau)
După terminarea fundațiilor, însă, planurile sunt schimbate, Primăria încredințând modificarea lor unui arhitect de origine franceză (sau elvețiană), Daniel Renard, care renunță la specificul stilului românesc, în favoarea stilului, care atunci, era pe culmile sale, Art Nouveau sub influența cosmopolită a cazinourilor epocii, în care motivul principal este un fel de demi-rozasă în formă de scoică. Construit din 1908, edificiul constănțean este terminat în 1910, când este și inaugurat în prezența Principelui Ferdinand (în 1912 se fac ultimele retușuri).Lucrările au  costat 1.300.000 de lei (251.000 de dolari la acea vreme), adică 8.785.000 de dolari, astăzi.La momentul inaugurării, presa locală a criticat atât durata mare a lucrărilor, cât și aspectul rezultatului final, pe care ziarul „Conservatorul” îl descria ca o „matahală împopoțonată cu tot felul de zorzoane, [care] din punctul de vedere al esteticei arhitectonice, lasă foarte mult de dorit, [din cauza] complect[ei] asimetri[i] și amestecul[ui] babilonic al stilurilor”, și „un monument ridicat în cinstea nepriceperei și prostului gust”.Cazinoul cuprindea o sală de paiantă, cu pereții interiori captușiți cu scânduri vopsite în ulei și „servea de distracțiune vizitatorilor în sezonul băilor”, putând fi utilizat și pentru „baluri de binefacere organizate de primărie”, fiind alcătuit dintr-o sală de dans, două săli de lectură, pentru ziare și reviste, două săli de jocuri și celebra „terasă de pe malul mării”. Era împodobit cu drapele și destul de spațios, a devenit locul de întalnire al tuturor. Lângă acest prim salon de dans, se preconizează construirea de către Henry Guarracino a unui pavilion în cumunicație cu primul, situat mai jos de nivelul bulevardului. Concepută monumental, fără perspectivă panoramică și fără far, clădirea ar fi urmat să aibă o sală de teatru cu scenă, cabine și loje pe ambele laturi, dar și o sală de bal de aceleași dimensiuni. Înconjurată de o galerie deschisă spre magnifica priveliște, construcția ar fi avut la subsol toate unitățiile necesare. Grandoarea proiectului se diminuează treptat, astfel încat recepția făcută mult mai târziu decât ar fi fost dispus primarul Coiciu să îngăduie, constata existența unei săli de dans cu culoar.
În lupta sa cu istorismul, Arta 1900 face tranziția către funcționalism prin recursul la ornament. De fapt, se încearcă travestirea unei necesități economice într-o inedita experiență bazată pe unicatul artizanal.

### Proiectul de tip Art Nouveau a lui Renard cu „adăugiri”
La 21 decembrie 1909, inginerul Elie Radu și arhitecții Ion Mincu si Dimitrie Maimarolu sunt solicitați să se deplaseze la Constanța, într-o comisie menită să studieze cazinoul din toate punctele de vedere. Rezultatul inspecției s-a materializat printr-un important document care conține opiniile documentate și bine susținute ale unor personalități de real prestigiu. Observațiile privesc adăugarea de spații: o sală mare pentru restaurant, cu bucătărie și dependințele necesare, restaurant care va fi pus în legatură cu terasa din spatele ușii vitrate, care să nu obtureze perspectiva larg deschisă asupra mării. S-au sugerat și degajarea scării de onoare printr-o arcadă spectaculoasă, adăugarea de intrări, vestiare, toalete, dar și suprimarea de trepte sau ferestre.

## Restaurare (1934-1986)
Lucrări de restaurare și modernizare ale Cazinoului au fost efectuate în anul 1934 de către proiectantul celei de-a doua versiuni, Daniel Renard.
În timpul celor două războaie mondiale, clădirea s-a transformat în spital de campanie, pentru îngrijirea răniților și a fost serios afectată de bombardamente, atât în anul 1916, cât și în 1941, când a fost ocupată de trupele naziste. În 1951 a fost renovat cu ajutorul deținuților politici, aduși de la închisoarea Poarta Albă.Unii dintre ei au ascuns în ziduri bilețele cu mesaje în care își menționau numele și sentința primită. Aceste impresionante mărturii au fost descoperite abia recent, cu ocazia lucrărilor de restaurare din  anul 2020.În clădirea Cazinoului a funcționat, din anul 1948, Casa de Cultură a Sindicatelor, iar între 1960 și 1989 a aparținut ONT Litoral. Cazinoul a fost restaurat și în anul 1986 de către un colectiv de artiști plastici alcătuit din Sorin Dumitru, Gheorghe Firca, Ioan Miturca, Nae Mira, Nicolae Moldoveanu. Au fost executate restaurări de pictură baroc-frescă, stucatură, vitralii. Vitraliile art nouveau din zona scărilor principale, cu o suprafață de 50 de mp, au fost realizate de artistul Ioan Cadar. Lucrările au durat un an. Imediat după Revoluție, edificiul este repartizat Ministerului Culturii (pe atunci condus de Andrei Pleșu) care, la sugestia profesorului Mihai C. Băcescu (inspirat de Muzeul Oceanografic din Monaco) propune o atribuire științifică, spre a deveni sediul unui „Institut Oceanografic Român” conform planurilor lui Grigore Antipa (întemeietor al fostului Institut Biooceanografic din Constanța), o nouă instituție de nivel internațional care ar fi grupat Institutul Român de Cercetări Marine, Stațiunea Zoologică Marină creată de Pr. Dr. Ioan Borcea și Complexul Muzeal de Științe ale Naturii   dar costul renovării, dezbinarea între instituții și restructurările din guvern pun capăt atât planurilor oceanografilor români, cât și custodiei Ministerului Culturii. După câteva luni, cazinoul revine la funcția anterioară: restaurant și local de distracție. 
În cazinou a fost turnate în 2007 câteva scene din filmul Tinerețe fără tinerețe regizat de Francis Ford Coppola și bazat pe nuvela omonimă scrisă de Mircea Eliade.

### În paragină
Din 2014 Cazinoul din Constanța este în paragină; pentru se evita accidentele și jaful, accesul în interior este interzis. Un proiect de renovare este publicat la sfârșitul anului 2019, devizul Companiei Naționale de Investiții fiind de 57 milioane de lei pentru o durată de trei ani.

## Restaurare (2020-2025)
Deși nu mai funcționa de multă vreme, fiind într-o stare deplorabilă, Cazinoul din Constanța a fost închis pentru public abia în 2008, din cauza riscurilor de prăbușire. Abandonat de autorități și după foarte multe amânări, au fost găsite soluții și fonduri suficiente pentru restaurarea lui completă, proiectul fiind lansat abia în 2020. Lucrările de reabilitare și consolidare au început în ianuarie 2020 iar, pe data de 26 martie 2025 a fost predat Primăriei Constanța. Cazinoul a fost redeschis oficial vizitatorilor pe 21 mai 2025.
Proiectul de modernizare a Cazinoului Constanța, executat de asocierea Aedificia Carpati S.A., și Remon Proiect S.R.L. a costat peste 37 de milioane de euro. Ministerul Dezvoltării, Lucrărilor Publice și Administrației, prin Compania Națională de Investiții, a refăcut Cazinoul din Constanța cu scopul de a adăposti un adevărat centru cultural, cu spații destinate diverselor manifestări contemporane. Constructorii au restaurat 1.230 de ornamente, peste 1.500 de metri pătrați de marmură, picturi pe o suprafață totală de peste 2.222 de metri pătrați și vitralii pe o suprafață de 154 metri pătrați. Au fost demolate structuri metalice cu o greutate totală de peste 25 de mii de kilograme. Structura clădirii a fost întărită și au fost folosite armături montate în fundații de aproape 60 de mii de kilograme. Cea mai valoroasă sală din subsolul Cazinoului adăpostește celebrele grinzi construite în urmă cu 100 de ani de Anghel Saligny. Sunt grinzi care au fost găsite într-o stare excepțională. Scena Cazinoului este confecționată din pin siberian și pentru elementele decorative s-au folosit cinci kilograme de foiță de aur.

## Imagini

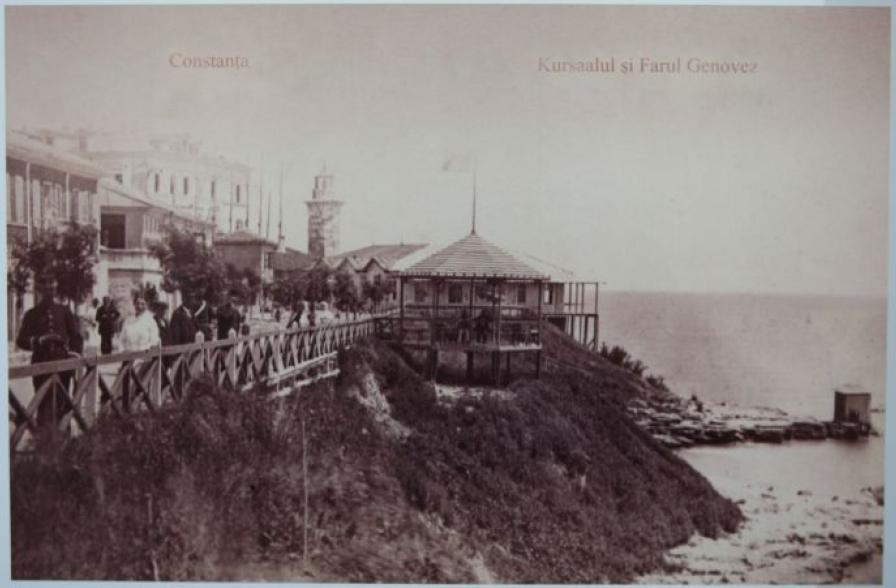
Prima „cazină,” înainte de 1908
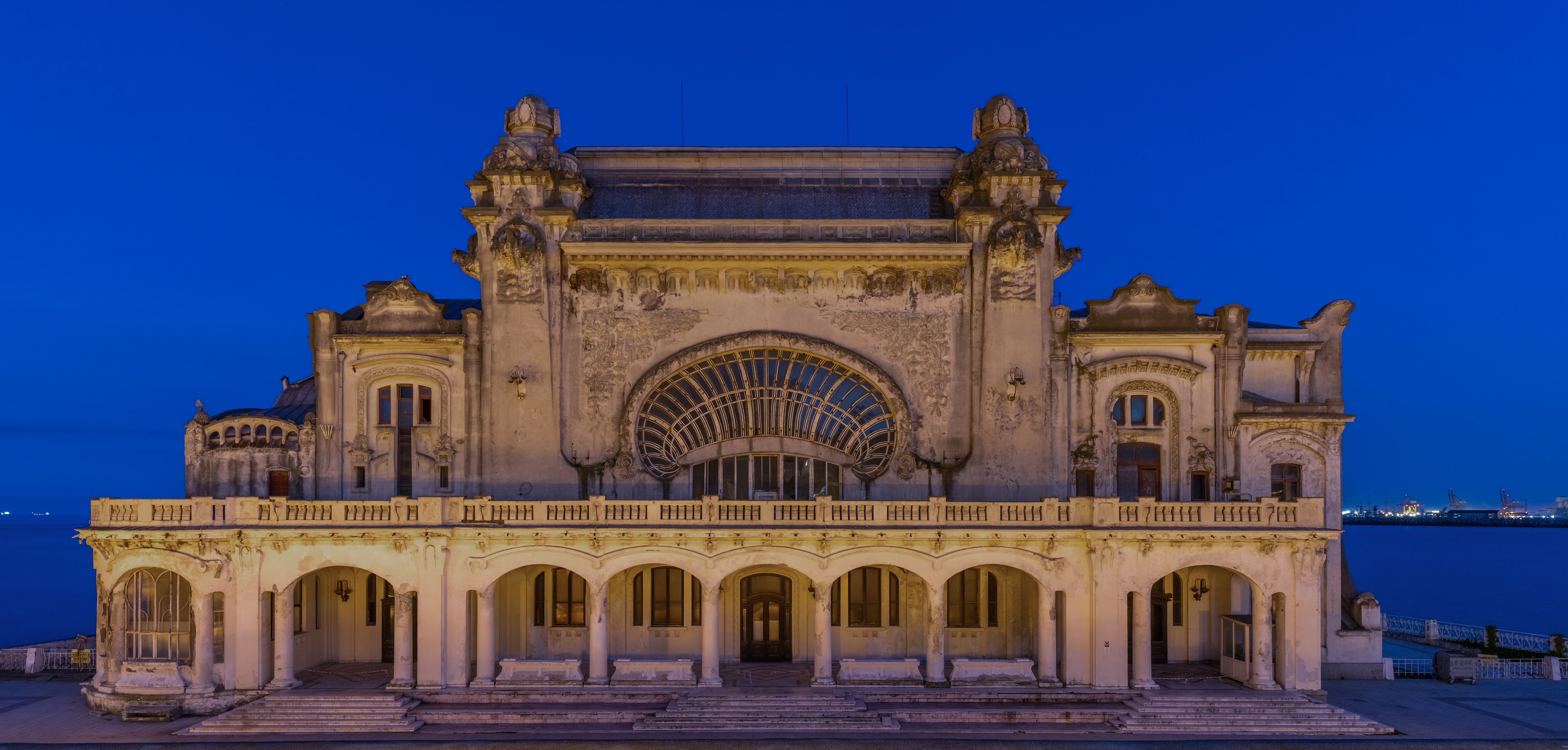
Fațada
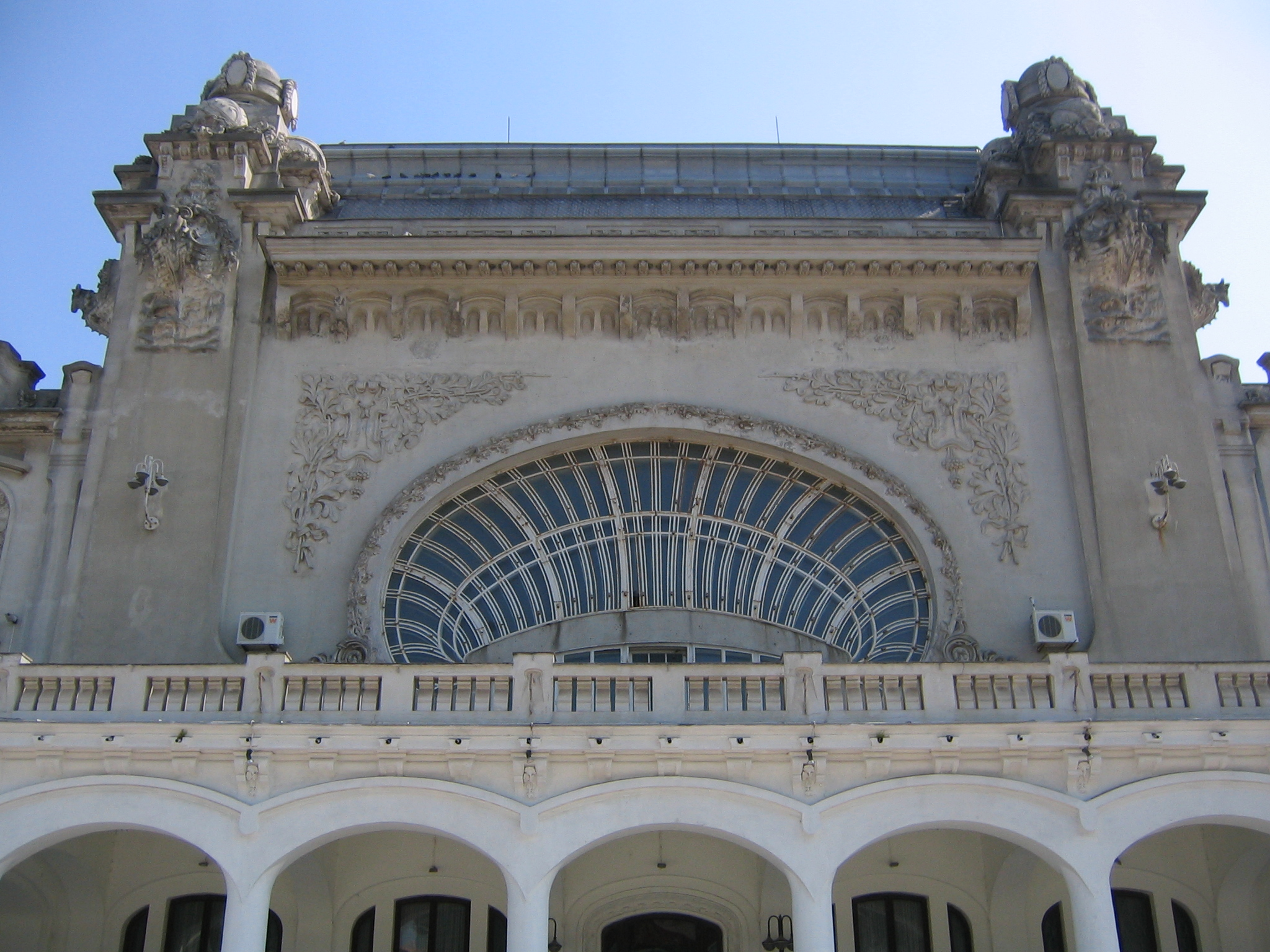
Detaliu din fațadă
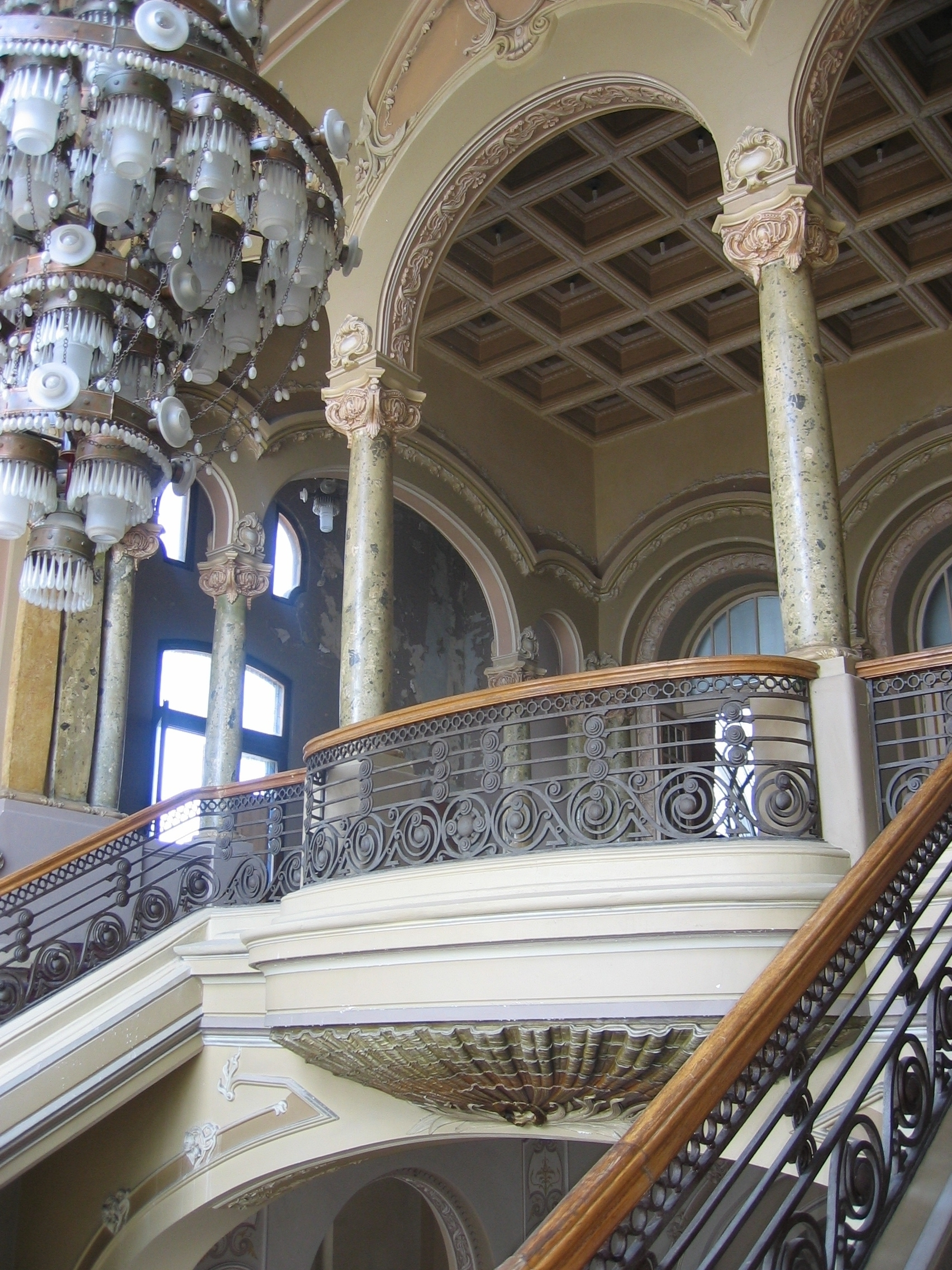
Vedere din interior
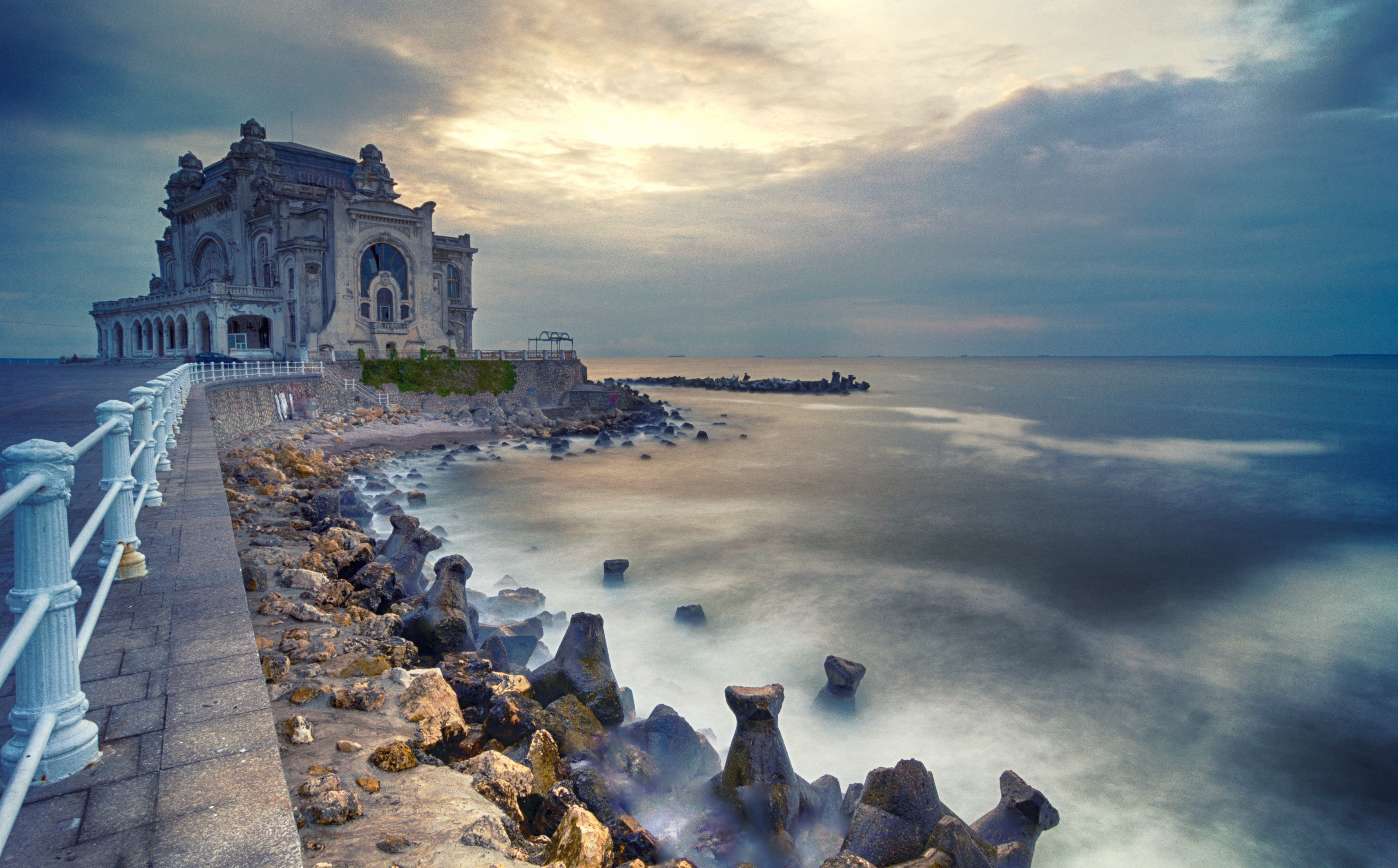
Cazinoul pe vreme de furtună
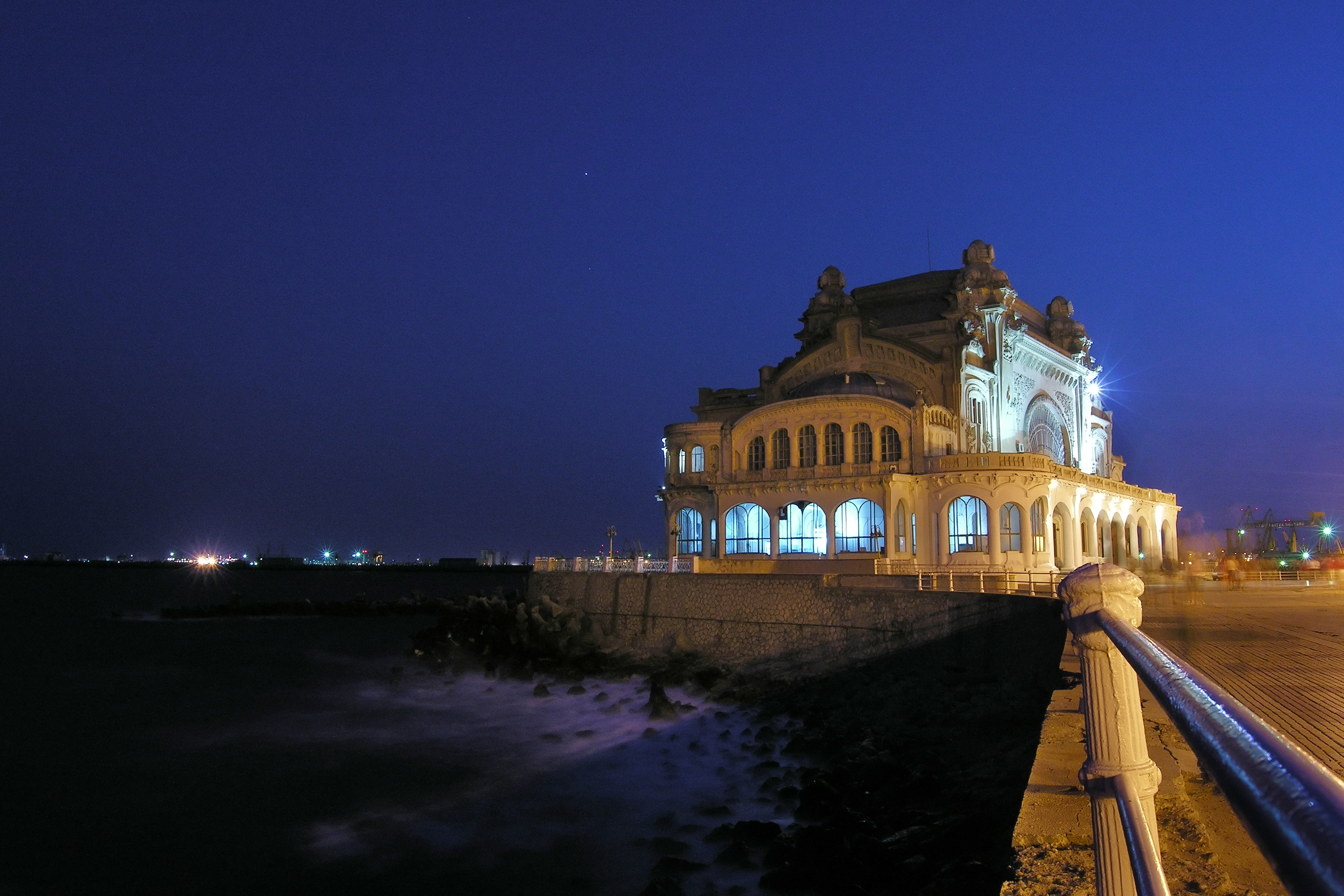
Cazinoul noaptea
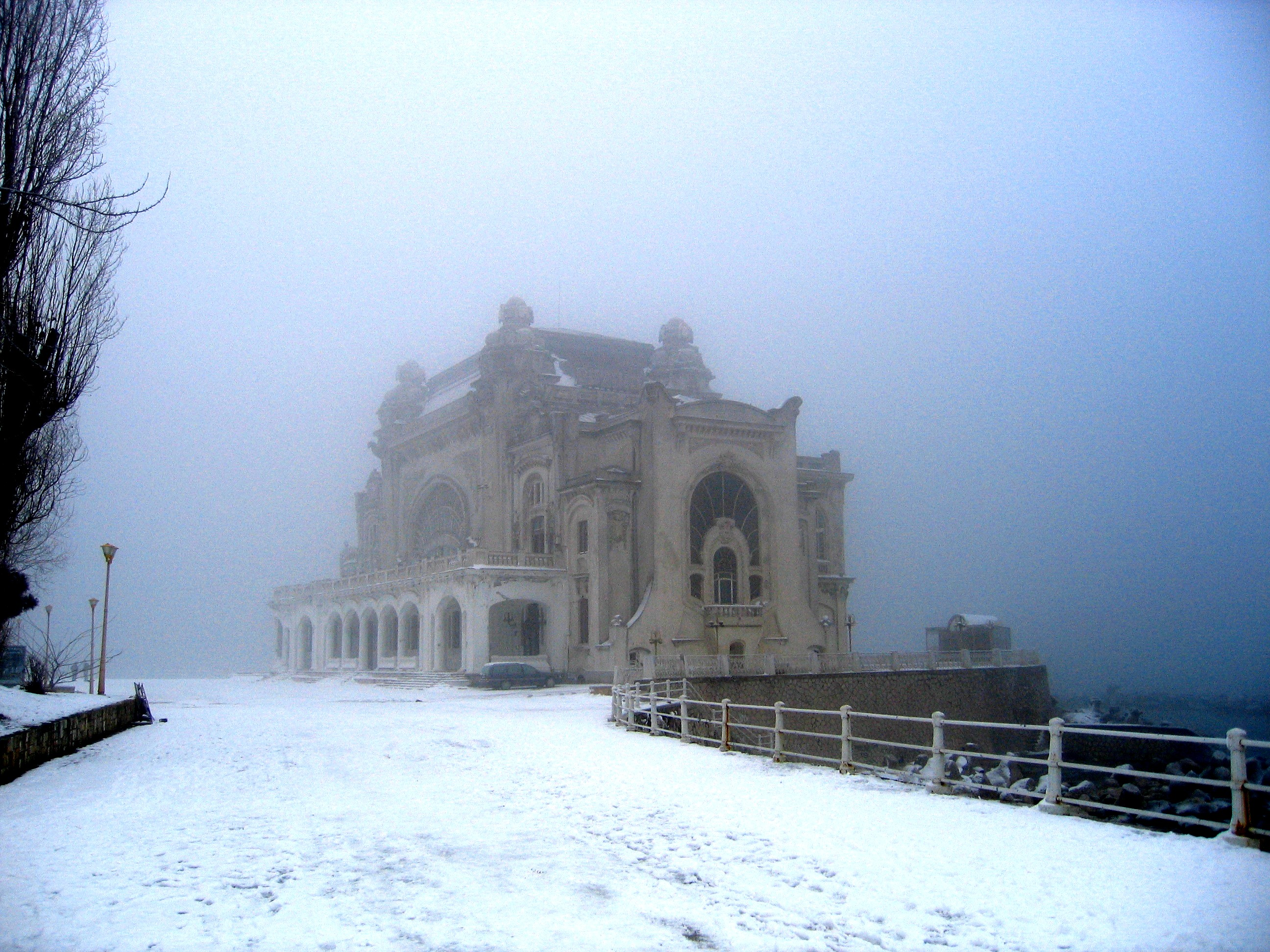
Cazinoul iarna